# Scleria macrophylla
Scleria macrophylla är en halvgräsart som beskrevs av Jan Svatopluk Presl och Karel Presl. Scleria macrophylla ingår i släktet Scleria och familjen halvgräs. Inga underarter finns listade i Catalogue of Life.